# Kamala (Bagmati)
Die oder der Kamala (Hindi und Nepali कमला नदी kamalā nadī; auch Kamla) ist ein Fluss in Nepal und Indien.
Die Kamala entspringt nördlich der Stadt Kamalamai in den Mahabharat-Bergen. Im Oberlauf heißt der Fluss auch Guang Khola. Er fließt anfangs in südlicher Richtung und passiert Kamalamai. Etwa 5 km weiter südlich liegt der Kamalamai-Tempel oberhalb des rechten Flussufers. Die Kamala wendet sich nun nach Ostsüdost und durchfließt über eine Strecke von 50 km ein breites Tal, das im Süden von einer Bergkette der Siwaliks flankiert wird. Anschließend wendet sich der Fluss nach Süden und durchschneidet die Siwalikkette. Die Kamala erreicht die Tiefebene des Terai und setzt ihren Lauf nach Süden fort. Nördlich der Stadt Jainagar überquert der Fluss die Grenze zu Indien. Die Kamala durchfließt nun im Bundesstaat Bihar die Gangesebene in überwiegend südsüdöstlicher Richtung. Im Unterlauf trifft ein Seitenarm des Koshi linksseitig auf die Kamala. Schließlich mündet die Kamala im Distrikt Samastipur in den von Osten heranströmenden Bagmati, wenige Kilometer oberhalb dessen Mündung in den Koshi.
Der Flusslauf der Kamala besitzt eine Gesamtlänge von 328 km. Davon befinden sich 208 km in Nepal. Das Einzugsgebiet umfasst 7232 km², wovon 4488 km² in Indien liegen.